# جون زابالنيا

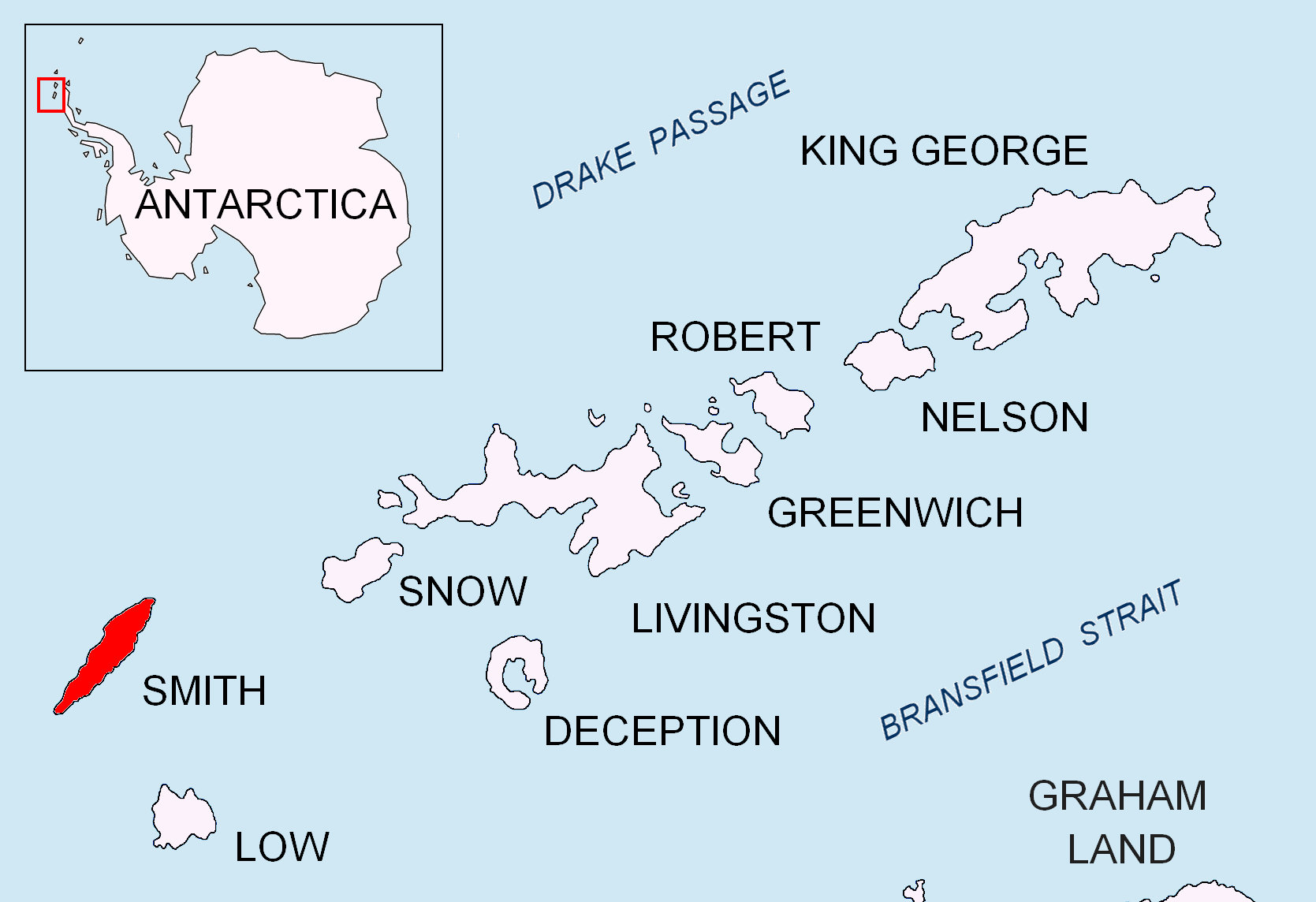
موقع جزيرة سميث في جزر شيتلاند الجنوبية.

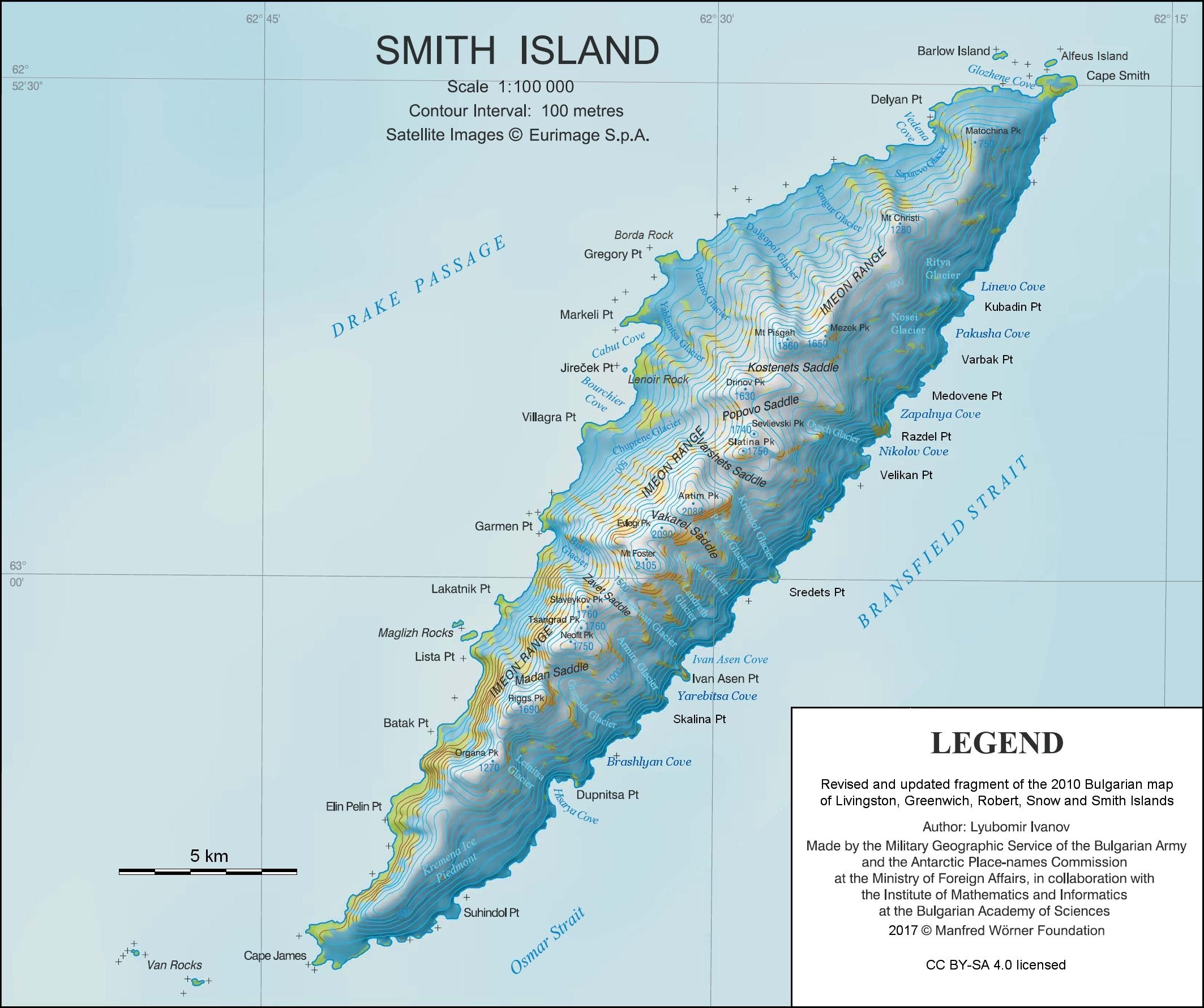
الخريطة الطبوغرافية لجزيرة سميث.

جون زابالنيا Zapalnya ( (بالبلغارية: залив Запалня)‏، 'Zaliv Zapalnya' \ 'za-liv za-'pal-nya \) هو خليج بعرض 1.37 كم على مضيق بويد الممتد لمسافة 550 مترًا على الساحل الجنوبي الشرقي لجزيرة سميث في جزر شيتلاند الجنوبية، القارة القطبية الجنوبية، والداخل لشمال شرق رازديل نقطة وجنوب غرب ميدوفيني بوينت.
تمت تسمية الجون على اسم مستوطنة زابالنيا التاريخية في جنوب بلغاريا.

## موقع
يقع جون زابالنيا Zapalnya في 62 ° 57′27 ″ S 62 ° 24′30 ″ W، على بعد 10.9 كم جنوب غرب كيب سميث. حسب رسم الخرائط البلغارية في عامي 2009 و 2017.

## خرائط
- مخطط لجنوب شتلاند بما في ذلك جزيرة التتويج، من استكشاف السفينة الشراعية دوف في عامي 1821 و 1822 من قبل قائدها جورج باول. مقياس كاليفورنيا. 1: 200000. لندن: لوري ، ١٨٢٢.
- إل إل إيفانوف. القارة القطبية الجنوبية: جزيرة ليفينغستون وجرينتش وروبرت وسنو وجزر سميث. مقياس 1: 120000 خريطة طبوغرافية. ترويان: مؤسسة مانفريد وورنر ، 2010.(ردمك 978-954-92032-9-5) (الطبعة الأولى 2009.(ردمك 978-954-92032-6-4)رقم ISBN 978-954-92032-6-4 )
- جزر شيتلاند الجنوبية: جزر سميث ولو. مقياس 1: 150000 خريطة طبوغرافية رقم 13677. المسح البريطاني لأنتاركتيكا ، 2009.
- قاعدة البيانات الرقمية للقطب الجنوبي (ADD). مقياس 1: 250000 خريطة طبوغرافية لأنتاركتيكا. اللجنة العلمية لأبحاث القطب الجنوبي (SCAR). منذ عام 1993، والتي تتم ترقيتها وتحديثها بانتظام.
- إل إل إيفانوف. القارة القطبية الجنوبية: جزيرة ليفينغستون وجزيرة سميث. مقياس 1: 100000 خريطة طبوغرافية. مؤسسة مانفريد وورنر، 2017.(ردمك 978-619-90008-3-0)رقم ISBN 978-619-90008-3-0

## روابط خارجية
- جون زابالنيا. صورة القمر الصناعي كوبرنيكس

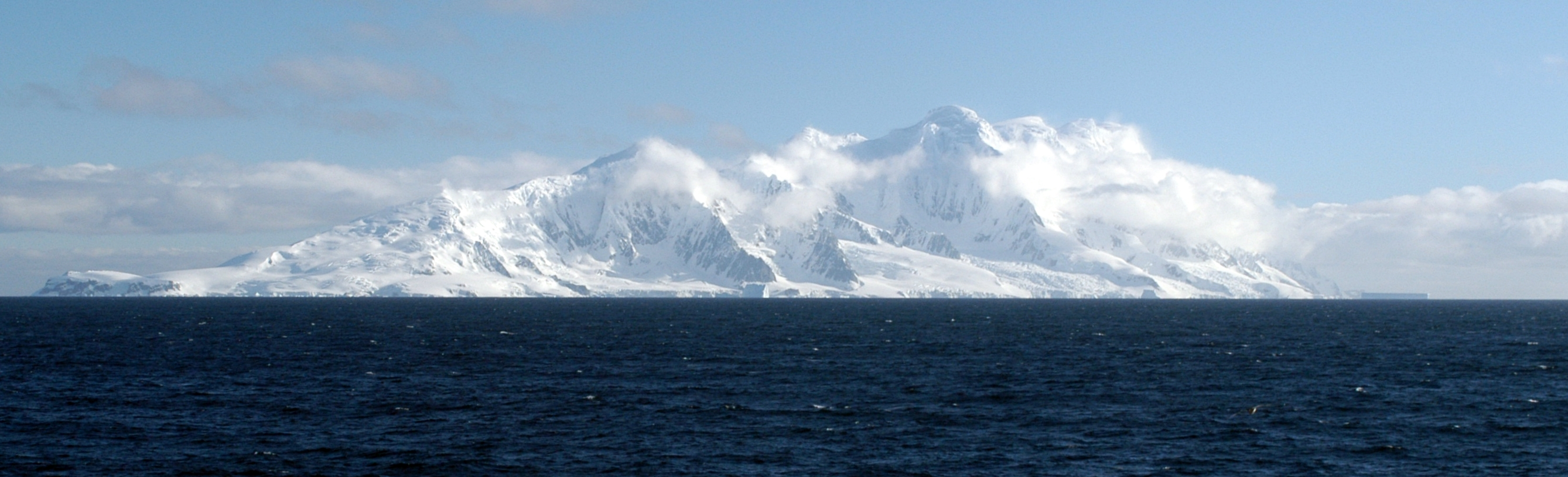
جزيرة سميث كما تبدو من الجنوب الشرقي.

تتضمن هذه المقالة معلومات من لجنة أسماء الأماكن في أنتاركتيكا في بلغاريا والمصرح باستخدامها.